# Premilcuore
Premilcuore é uma comuna italiana da região da Emília-Romanha, província de Forlì-Cesena, com cerca de 889 habitantes. Estende-se por uma área de 98 km², tendo uma densidade populacional de 9 hab/km². Faz fronteira com Galeata, Portico e San Benedetto, Rocca San Casciano, San Godenzo (FI), Santa Sofia.

## Demografia
| Variação demográfica do município entre 1861 e 2011                               |
|                                                                                   |
| Fonte: Istituto Nazionale di Statistica (ISTAT) - Elaboração gráfica da Wikipedia |